# Jutta Fischer (Politikerin)
Jutta Fischer (* 22. März 1953 in Mannheim) ist eine deutsche Kommunalpolitikerin. Sie war von 2006 bis 2020 Oberbürgermeisterin der Lutherstadt Eisleben. Ihre Amtszeit endete am 25. April 2020.

## Werdegang
Jutta Fischer wuchs ab 1953 in Eisleben auf. Sie besuchte die Schule bis zur 10. Klasse und absolvierte bis 1972 eine Ausbildung zur Handelskauffrau. Im Anschluss daran machte sie das Abitur an der Volkshochschule. Ab 1975 folgte ein Fernstudium der Wirtschaftswissenschaften mit Fachrichtung Volkswirtschaft an der Martin-Luther-Universität Halle-Wittenberg, das sie 1981 als Diplom-Ökonom abschloss. Bis 1991 war Fischer als Hauptbuchhalterin (Leiter Rechnungsführung und Statistik) im Dienstleistungssektor tätig. Ab 1989 nahm sie an zahlreichen Fortbildungen teil, die im Rahmen der Wirtschaftsförderung von der Partnerstadt Herne angeboten wurden. 1991 wechselte sie dadurch in die Wirtschaftsförderung der Stadtverwaltung. 1992 wurde sie Amtsleiterin des Rechnungsprüfungsamtes Eisleben.
Von 2005 bis 2006 war Fischer Leiterin der neu gegründeten Verwaltungsgemeinschaft Lutherstadt Eisleben.
Aufgrund des vom Stadtrat der Stadt Gerbstedt eingeleiteten Abwahlverfahrens gegen den Bürgermeister Bernd Hartwig, welcher am 24. Januar 2021 abgewählt wurde, ist Fischer von der Kommunalaufsicht des Landes Sachsen-Anhalt ehrenamtlich als Beauftragte bestellt worden.

## Politische Karriere
Fischer wurde am 26. März 2006 als parteilose Kandidatin der SPD mit 51 % der Stimmen zur Bürgermeisterin der Lutherstadt Eisleben gewählt. Seit dem 1. Januar 2009 ist Fischer Oberbürgermeisterin. Am 2. Dezember 2012 wurde sie im zweiten Wahlgang mit 64,0 % der Stimmen wiedergewählt und bat unmittelbar anschließend um Aufnahme in die SPD.
Aus Altersgründen trat Fischer 2019 nicht mehr als Kandidatin für die Bürgermeisterwahl an. Fischers Amtszeit als Oberbürgermeisterin endete am 25. April 2020.

## Aktivitäten als Oberbürgermeisterin
Fischer setzte sich für den Wirtschaftsstandort Eisleben, für diverse kulturelle Belange und das Bekanntwerden der Lutherstadt Eisleben ein.
Trotz der Kürzung von Geldmitteln des Landes Sachsen-Anhalt setzte sich Fischer für den Erhalt der Justizvollzugsanstalt Volkstedt als großer Arbeitgeber ein und ebenso für den Erhalt der Eisleber Theaters. Sie nutzte das Programm „Mut zur Lücke - Mut zu Neuem“, um für den Eisleber Jüdenhof einen Architekturwettbewerb auszuschreiben.
2009 richtete Fischer an die Stadtgemeinde Rom den Vorschlag, eine Straße nach Luther zu benennen. Dieser wurde mit Erfolg gekrönt: Der Martin-Luther-Platz in der Nähe des Kolosseums wurde 2015 eingeweiht. Fischer war mit einer Delegation aus Eisleben bei der Einweihung vor Ort.